# Requiem per un sogno
Requiem per un sogno (Requiem for a Dream) è un romanzo dello scrittore statunitense Hubert Selby Jr, pubblicato per la prima volta nel 1978. Dal libro è stato tratto il film Requiem for a Dream, diretto da Darren Aronofsky. La vicenda narra di quattro personaggi che stanno per realizzare i loro sogni, rovinati però da dipendenze che si autoconvincono di non avere finché non sarà troppo tardi.
La prima edizione italiana è uscita nel 2003, edita da Fazi Editore.

## Trama
Sara Goldfarb è una vedova ebrea che compensa la sua solitudine guardando la televisione tutto il giorno. Suo figlio Harry è un tossicodipendente che, assieme all'amico Tyrone e alla fidanzata Marion, cerca con ogni espediente di procurarsi l’eroina. Il suo sogno è quello di fare soldi e permettere a Marion, aspirante artista, di aprire un bar dove esporre le sue opere ed organizzare serate di musica jazz.
Un giorno Sara viene invitata telefonicamente a partecipare a uno show televisivo a premi. Informa allora subito di questo le sue amiche e decide che in quell’occasione metterà un vestito rosso che aveva indossato al bar mitzvah di Harry. Poiché il vestito non le entra più, Sara inizia una dieta, per perdere peso. Qualche giorno dopo riceve per posta un modulo dalla direzione di vari programmi tv e lo compila, senza però sapere ancora a quale programma parteciperà. Presto Sara si stanca di seguire la dieta e un’amica le consiglia di rivolgersi a un medico che ha prescritto a sua figlia delle medicine che tolgono l'appetito, ma si tratta in realtà di anfetamine. Sara riesce a farsi prescrivere le stesse pastiglie, diventandone in breve tempo dipendente. Un giorno Harry le compra un nuovo televisore e la va a trovare. Dal modo in cui digrigna i denti, capisce che la madre assume anfetamine e cerca invano di convincerla a smettere. Il tempo passa, ma Sara non riceve più alcuna comunicazione dal programma televisivo e le pastiglie iniziano a provocarle allucinazioni. Immagina, cioè, di vedere il suo frigo muoversi e i concorrenti dei programmi televisivi uscire dallo schermo del televisore, giudicandola e schernendola. Un giorno si dirige in stato confusionale alla sede dell'agenzia televisiva che l'ha contattata, dove ha un esaurimento nervoso. Viene quindi ricoverata in ospedale dove un dottore, nonostante non abbia problemi psichiatrici decide di sottoporla all'elettroshock. Un giovane medico cerca di spiegare al direttore dell’ospedale che il problema della paziente non è mentale ma fisico, ma questi, cinico, risponde che il dottor Reynolds ha più esperienza di lui e che non si può far crollare l'amministrazione di un ospedale per i problemi di una singola paziente. Sara viene trattata malissimo dal personale dell’ospedale e, dopo essere stata sottoposta alla terapia, diviene incapace di parlare e ragionare. Alla fine, viene internata in un istituto psichiatrico, dove dovrà rimanere per il resto della sua vita.
Parallelamente alla vicenda di Sara, si svolge quella di Harry, Tyrone e Marion. All'inizio, come per Sara, sembra che per i tre tutto vada benissimo. Harry e Tyrone, dopo aver messo insieme un po’ di soldi lavorando per qualche giorno come facchini, riescono ad acquistare un intero tocco di eroina pura, con il quale iniziano un traffico di droga, guadagnando ingenti somme di denaro. Harry e Marion sognano insieme di aprire il loro locale e tutti e tre si autoconvincono di far uso di eroina solo per assaggiare quella da vendere. Le cose precipitano quando il fornitore di eroina di Tyrone e Harry viene ucciso e al contempo la droga in città comincia a scarseggiare. I tre iniziano a stare male e ad avere pesanti crisi d'astinenza. La situazione nel giro di droga si fa tesa e pericolosa, con i pusher che spesso vengono uccisi o derubati. Tyrone informa Harry che c’è un tizio, Big Tim, che possiede parecchia droga, ma non la vende per denaro, bensì solo per sesso. Marion inizia allora a prostituirsi per Big Tim in cambio di eroina, che divide poi con Harry, tenendone comunque una parte per sé. Un giorno Harry convince Tyrone a partire in auto per Miami, luogo d'importazione dell'eroina in America, per procurarsi la droga direttamente alla sorgente. Mentre i due sono diretti in Florida però, il braccio di Harry, a causa dei numerosi buchi, inizia ad infettarsi e a dolergli terribilmente. I due si fermano allora in una clinica, dove il medico, capendo che Harry è un tossicodipendente, chiama la polizia. I due vengono arrestati e condannati a tre mesi di lavori forzati. Harry ha però il braccio ormai in gangrena e viene quindi portato in un ospedale, dove il braccio gli viene amputato. Nel frattempo, Marion continua a prostituirsi per Big Tim e a partecipare addirittura a show lesbo durante i suoi festini, pur di procurarsi l’eroina.

## Stile
Hubert Selby utilizza la "prosa spontanea", infatti i discorsi dei personaggi sono talvolta delimitati da virgole, ma mai da virgolette, spesso senza lasciare intendere chi sta parlando; la punteggiatura non segue precise regole sintattiche ed è presente un forte utilizzo del flusso di coscienza. Il testo è caratterizzato da frasi brevi e secche, termini dialettici, gergali o grammaticalmente scorretti e anche parole yiddish in quanto Sara, Harry e Marion sono ebrei.

## Edizioni
- Hubert Selby Jr., Requiem per un sogno, collana Le strade, traduzione di Adelaide Cioni e Grazia Giua, Fazi Editore, 2003, ISBN 9788881124404.
- Hubert Selby Jr., Requiem per un sogno, collana BIGSUR, traduzione di Adelaide Cioni, Grazia Giuia e Martina Testa, SUR, 2019, ISBN 978-88-6998-185-2.